# 日本における死刑囚の一覧
日本における死刑囚の一覧（にほんにおけるしけいしゅうのいちらん）は、日本の刑事裁判で死刑判決が言い渡された主な死刑囚の確定順による一覧である。下級審で死刑判決を言い渡された後、上訴中に死亡した者については死刑確定囚ではないため、ここには含めない。
- 日本における死刑囚の一覧 (-1950年代)
- 日本における死刑囚の一覧 (1960年代)
- 日本における死刑囚の一覧 (1970年代)
- 日本における死刑囚の一覧 (1980年代)
- 日本における死刑囚の一覧 (1990年代)
- 日本における死刑囚の一覧 (2000年代)
- 日本における死刑囚の一覧 (2010年代)
- 日本における死刑囚の一覧 (2020年代-)

## 概要
日本における死刑囚の項目では、未執行死刑囚や、執行済死刑囚、獄死や恩赦により刑を執行されなかった死刑囚の一覧があるが、この項目は明治維新以降、1868年以降に死刑判決が言い渡された死刑囚の確定順の一覧である。そのため、恩赦で無期懲役に減刑された者や、冤罪が指摘されている死刑囚、再審で無罪が確定した（冤罪事件の）元死刑囚も含まれる。なお一覧が膨大である上、詳細のわからない事件などがあるため、完全なリストではない。また1945年（昭和20年）以前については、書籍などによって詳細がある程度判明する者について記載している。
死刑囚の氏名については、イニシャル表記を原則とするが、以下のような場合には実名もしくは筆名で表記する。
1. テロリストの実名。例：大森勝久（北海道庁爆破事件）・坂口弘（連合赤軍事件）・麻原彰晃（オウム真理教事件）。
2. 死刑囚本人が氏名を明らかにして著作などを発表している場合。例：永山則夫（連続ピストル射殺事件）、宮﨑勤（東京・埼玉連続幼女誘拐殺人事件）、加藤智大（秋葉原通り魔事件）[注 2]・堀慶末[注 3]（碧南市パチンコ店長夫婦殺害事件）。
3. 事件名称に死刑囚当人の氏名が付されて通称されている場合[注 4]。例：西口彰事件・大久保清事件[注 5]・古谷惣吉連続殺人事件・勝田清孝事件[注 6]。
4. その他、個別に氏名が広く認知されているなどの理由。例：大谷高男(3人組拳銃強盗殺人事件)・宅間守[注 7]（附属池田小事件）。

事件名については、有名な事件である場合や、単独記事が存在する場合は具体的な事件名を記述しているが、その他詳細が判明しない場合には事件名は罪状名をもとに便宜上つけたものもあることに留意されたい。
なお「判決確定日」であるが、特記事項がない場合は以下のとおりとする。
- 最高裁判所で上告を棄却されて確定した場合は、上告審判決日。
- 下級審の判決に対して上訴しなかった場合は、上訴期限（現行刑事訴訟法では判決から14日）の翌日。
- 下級審の判決に対して一度は上訴したが、その上訴を取り下げて確定した場合は、取り下げ日。ただし、上訴期間内に取り下げた場合は、上訴期限の翌日（これは検察側にも上訴権があるためである）。

なお、最高裁判決に対しては判決宣告から10日以内に被告人などの当事者が誤りを発見した場合、その誤りを訂正するよう申し立てることができる（刑事訴訟法第415条）。そのため、実際に最高裁判決が実際に確定するのは、訂正申立をしなかった場合は申立期間（10日間）を経過した翌日、申立があった場合は申立棄却決定の通知が被告人または弁護人に送達された日である（刑事訴訟法第418条）。死刑事件では、1990年12月14日に最高裁第二小法廷（中島敏次郎裁判長）で強盗殺人・強盗致傷などの罪に問われた福岡県直方市強盗殺人事件の死刑囚（1998年に死刑執行／1990年死刑確定囚を参照）に対し言い渡された上告審判決の理由にて、同小法廷が2つの事件の犯行間隔を誤記したために最高検察庁からの申立てを受け訂正した事例があるが、下級審の死刑判決を支持する主文そのものが訂正された事例はない。
判決訂正申立の有無、あるいは決定の送達日はほとんど把握することが難しいため、本項目では（報道などで申し立ての事実が確認されている事例を除き）便宜的に、特記なき場合は上告審判決日を確定日として取り扱った。法務省によれば、2019年12月26日時点で死刑が確定している死刑囚は112人で、同日時点で再審請求している者は84人である。